# Aeroporto di Amendola

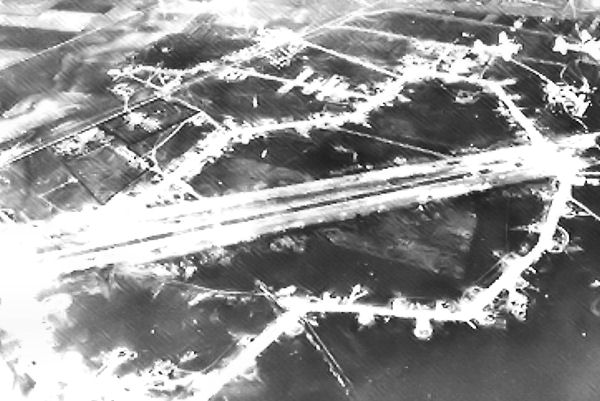
L'aeroporto nel 1944, quando era l'aeroporto militare più grande d'Europa

L'Aeroporto di Amendola (ICAO: LIBA) è un aeroporto militare italiano situato in Puglia, a 15 km a nord est della città di Foggia, lungo la Strada statale 89 Garganica, nella frazione di Amendola compresa tra i comuni di San Giovanni Rotondo, Manfredonia e San Marco in Lamis. La struttura, intitolata alla memoria del tenente pilota Luigi Rovelli, medaglia d'oro al valore militare, è dotata di una pista in asfalto lunga 2720 m. Con la sua ampiezza di 1050 ettari è l'aeroporto militare più grande d'Italia, in Europa secondo soltanto alla Ramstein Air Base. L'aeroporto è gestito dall'Aeronautica Militare ed in base al Decreto ministeriale del 25 gennaio 2008 pubblicato sulla Gazzetta Ufficiale del 7 marzo 2008 l'aeroporto è classificato come MOB (Main Operating Base) del primo gruppo e come tale effettua esclusivamente attività militari, non essendo aperto al traffico commerciale.
L'aeroporto militare, molto esteso, rientra prevalentemente in territorio di San Giovanni Rotondo e in parte di Manfredonia, nell'agro del Tavoliere. Sorto in un'area posta a notevole distanza dai centri urbani più vicini, aspetto, quest'ultimo, che ha portato alla nascita di un piccolo agglomerato urbano ("Villaggio Azzurro" nella porzione comunale di San Marco in Lamis) realizzato per ospitare militari e dipendenti della base aeroportuale.

## Storia
L'aeroporto era già operativo nella seconda guerra mondiale, prima per la Regia Aeronautica e poi per la Luftwaffe. Dopo l'8 settembre 1943 divenne base per la 15th Air Force statunitense, e nel 1944 era l'aeroporto militare più grande d'Europa. Oggi è la seconda base aerea più grande d'Europa, seconda solo alla base americana di Ramstein, in Germania.
Le unità statunitensi basate ad Amendola furono:
- 2d Bombardment Group, (B-17 Flying Fortress), 19 novembre 1945 - 28 febbraio 1946
- 57th Fighter Group, (P-47 Thunderbolt), 27 ottobre 1943 - 1º marzo 1944
- 97th Bombardment Group, (B-17 Flying Fortress), 16 gennaio 1944 - 1º ottobre 1945
- 321st Bombardment Group, (B-25 Mitchell), 20 novembre 1943 - 14 gennaio 1944
- 330th Wing RAF, (142nd e 150th Squadron), (Wellington X), febbraio 1944 - luglio 1944
- 240th Wing RAF, (178th e 614th Squadron), (Liberator [B-24] B.Mk VI e VIII) 4 luglio 1944 - 25 agosto 1945

L'aeroporto, oltre a ospitare i bombardieri pesanti che partivano per missioni a lungo raggio sul territorio tedesco, fu anche sede della Balkan Air Force, formata anche da velivoli della neonata Aeronautica Cobelligerante Italiana, che forniva supporto ai partigiani jugoslavi e greci.
Negli anni cinquanta ha ospitato la Scuola di volo basico avanzato e il 15 marzo 1950 ricevette i primi de Havilland Vampire che furono i primi velivoli a reazione in dotazione all'Aeronautica Militare. Successivamente furono assegnati i North American F-86 Sabre.
Dal 1º luglio 1993 ospitava il 13º Gruppo caccia.
La base ospita il 32º Stormo dell'Aeronautica Militare, dal quale dipende il 28º Gruppo Velivoli Teleguidati, dotato di velivoli a pilotaggio remoto (UAV) MQ-1C ed MQ-9A. I Predator sono stati dispiegati operativamente in Iraq nel 2005, in Afghanistan (2006-2007) ed in Libia (2010-2011). Attualmente i Predator del 32º Stormo sono dispiegati in Kuwait a supporto delle operazioni contro l'ISIS ed a Gibuti in aiuto alle operazioni contro la pirateria in Corno d'Africa e Oceano Indiano.
Per un programma di trasformazione e riorganizzazione dell'Aeronautica Militare Italiana, nell'arco di tempo di 7 mesi, il 32º Stormo muta il suo assetto:
- nel luglio 2014 il 101º Gruppo Volo OCU (Operational Conversion Unit, volto principalmente all'addestramento sul velivolo AMX-T) viene trasferito presso il 51º Stormo di Istrana (TV);[9]
- nel dicembre del 2013, il 13º Gruppo Volo CBR, dopo una storia lunga 96 anni, viene posto in posizione Quadro.[10]

I significativi eventi si collocano nel quadro del lungo e complesso processo di trasformazione del 32º Stormo di Amendola (FG), sulla scorta di precise direttive della Forza Armata.
Amendola è stata la prima base in Europa a ricevere i velivoli di 5ª generazione F-35 JSF (Joint Strike Fighter): il 12 dicembre 2016 i primi due velivoli sono atterrati presso il 32º Stormo.
Come accade con altri aeroporti militari, la base organizza degli "open day" per presentare al pubblico le attività della forza armata e i mezzi in dotazione. Alla manifestazione partecipano anche rappresentanze delle aeronautiche militari straniere.